# Neuroleon (Neuroleon) diffusus
Neuroleon (Neuroleon) diffusus is een insect uit de familie van de mierenleeuwen (Myrmeleontidae), die tot de orde netvleugeligen (Neuroptera) behoort. 
Neuroleon (Neuroleon) diffusus is voor het eerst wetenschappelijk beschreven door Navás in 1914.